# Labrobius boneti
Labrobius boneti är en mångfotingart som beskrevs av Chamberlin 1943. Labrobius boneti ingår i släktet Labrobius och familjen stenkrypare. Inga underarter finns listade i Catalogue of Life.